# Mastro-don Gesualdo
Mastro-don Gesualdo è un romanzo di Giovanni Verga, pubblicato nel 1889. Narra la vicenda dell'omonimo protagonista ed è ambientato a Vizzini, in Sicilia, nella prima metà dell'Ottocento in periodo risorgimentale.
Secondo romanzo del ciclo dei vinti, è il frutto di un lungo lavoro di stesura durato otto anni. I primi abbozzi risalgono al 1881-1882, subito dopo la pubblicazione de I Malavoglia.
Mastro-don Gesualdo uscì a puntate sulla Nuova Antologia dal 1º luglio al 16 dicembre 1888 e poi in volume presso l'editore Treves, nel 1889, ma datato 1890. A differenza de I Malavoglia, Mastro-don Gesualdo fu accolto in modo positivo.
L'operazione linguistica condotta dallo scrittore risulta in questo romanzo particolarmente complessa a causa dell'eterogeneità delle classi sociali rappresentate, ognuna portatrice di un lessico proprio.
L'elaborazione dell'opera è stata ricostruita filologicamente da Carla Riccardi, curatrice anche dell'Edizione Nazionale delle Opere di Giovanni Verga. La filologia ha accolto come definitivo il testo così come appare nel manoscritto inviato in tipografia e lo ha corredato di un ricco apparato genetico nel quale sono però anche presenti alcune varianti evolutive.

## Composizione
Il romanzo è diviso in 4 parti, ognuna delle quali è suddivisa a sua volta in capitoli.

## Trama

### Parte prima
Cap I. Un incendio scoppia nel palazzo di proprietà dei Trao, una famiglia nobile decaduta, composta da tre fratelli: don Diego (malato di tisi), don Ferdinando e donna Bianca. La gente che accorre la critica per le condizioni in cui si è ridotta; i suoi componenti infatti non hanno voluto cambiare stile di vita e iniziare a lavorare, attività estranea alla loro classe sociale. 
I fratelli preferiscono vivere dell'elemosina dei parenti, che peraltro forniscono i viveri e gli abiti per Bianca. Quando scoppia l'incendio, Bianca si trova nella sua camera da letto con Ninì Rubiera, suo cugino e amante. I due vengono scoperti da don Diego.
Cap II. Don Diego, il giorno seguente, si reca al palazzo della cugina Rubiera per raccontarle ciò che ha scoperto, con l'intenzione di combinare un matrimonio. La baronessa Rubiera però non vuole proprio saperne di ammogliare l'abbiente figlio con Bianca, poiché priva di dote, e promette che si impegnerà a trovarle un marito alla sua altezza che vedremo più avanti essere Gesualdo Motta. Don Ferdinando è considerato più stupido di don Diego; quest'ultimo è ossessionato dalle carte della lite, ossia la documentazione di una contesa giudiziaria secolare che oppone i nobili Trao alla corona di Spagna. Quando quella lite sarà vinta, frutterà un'immensa ricchezza alla loro famiglia. Intanto il protagonista, Don Gesualdo Motta, si è messo in testa di concorrere all'asta per la gabella delle terre comunali, fatto che fa infuriare il barone Zacco, perché tali terre da generazioni sono assegnate alla sua famiglia.
Cap. III. Ha luogo la festa di San Gregorio Magno; la cugina Marianna Sganci ha organizzato un ricevimento a casa sua, al quale è accorso il fior fiore della nobiltà. Alla festa va anche mastro-don Gesualdo, che viene fatto accomodare sul balcone del vicoletto, riservato agli invitati meno prestigiosi e ai parenti poveri, dove appunto erano seduti anche don Ferdinando e donna Bianca. Alla festa, gli invitati parlottano del matrimonio di Bianca e Gesualdo nonostante fossero cornuti e criticano la cosa per l'inferiore condizione sociale di lui, indignandosi per non essere stati informati di nulla, pur essendo parenti di Bianca. Oltre al matrimonio di Bianca si sta programmando anche quello di Ninì Rubiera con Fifì Margarone.
Gesualdo e la baronessa Rubiera sono diventati soci in affari per potersi accaparrare le terre del comune: lui mette a disposizione il capitale, lei il nome prestigioso. A un certo punto Bianca e Ninì si incontrano e riescono a discutere da soli sul balcone. Bianca gli chiede chiarezza sulle prospettive future, ma lui non intende opporsi alla madre, che non acconsente al loro matrimonio. Chiarisce allora quali matrimoni avverranno, invece: lui sposerà Fifì Margarone, lei mastro-don Gesualdo (ma il secondo non è ancora stato combinato ufficialmente). Bianca si dispera; lui accetta il volere della madre e si rassegna a sposare una donna che non ama, nonostante che le ritorsioni che essa potrebbe adottare contro di lui non sarebbero molte (è figlio unico e l'eredità gli spetterebbe integralmente): teme solo che possa negargli il denaro, fintanto che è in vita. La zia Sganci chiede a Gesualdo di accompagnare a casa i Trao così che lui abbia la prima occasione per conoscere sua nipote Bianca. Il marchese Limoli, zio della ragazza, cerca di convincerla che è un buon partito perché ha molto denaro; il canonico Lupi fa lo stesso con Gesualdo, dicendo che il matrimonio con la donna lo introdurrà nella buona società e conseguirà così il titolo nobiliare.
Cap. IV
Viene descritta la solerzia di Gesualdo nello svolgere il proprio lavoro e nel controllare quello altrui. Gesualdo non si ferma di fronte a nessuna difficoltà e lavora strenuamente in ogni condizione climatica. Tutti i pasticci dei parenti ricadono sulle sue spalle, è lui l'unico che fatica e mantiene tutti quanti. Gesualdo controlla costantemente le sue proprietà e che i braccianti lavorino la terra, ma spesso li trova oziosi, sdraiati al riposo dal sole. Gesualdo abita con l'umile servetta Diodata, compiacente e servizievole, segretamente innamorata dell'uomo. Si racconta come Gesualdo sia partito dal nulla e con alacrità sia riuscito a crearsi la sua fortuna e ad accumulare la sua “roba”; egli infatti è un uomo che si è fatto da sé (Homo faber fortunae suae). Si narrano poi i primi dissidi con il padre, quando per voler aiutare economicamente la famiglia va a lavorare come manovale. Tutte le sue fatiche e i sacrifici vengono ricompensati perché Gesualdo ha il cervello per gli affari e riesce perciò a diventare padrone lui stesso di molteplici terreni. Un giorno Gesualdo comunica a Diodata che presto prenderà moglie; ella è sconvolta dalla notizia anche perché teme per la sorte che avranno i figli avuti da lui e abbandonati all'orfanotrofio.
Cap. V.
La sorella Speranza e il cognato Burgio speculano sugli affari; Burgio si occupa sempre di investimenti che non fruttano niente. Il fratello Santo vive sulle spalle di Gesualdo e il padre, non volendo essere defraudato del suo ruolo di capofamiglia, combina solo guai con gli affari del figlio, ai quali quest'ultimo è sempre costretto a rimediare. Il padre si sente depauperato della sua posizione all'interno della famiglia e quindi fa di testa sua, rovina gli affari del figlio, facendogli perdere soldi. A causa di una malversazione del padre un ponte è crollato e Gesualdo ha perso un affare. Sotto la spinta di questa disgrazia si decide al matrimonio con Bianca propostogli dal canonico Lupi.
Cap. VI.
Bianca si reca in chiesa per confessarsi e lì il sagrestano Luca e il canonico Lupi esercitano su di lei pressione psicologica circa il matrimonio con Gesualdo. Nei giorni precedenti lui aveva presentato la proposta ufficiale ai suoi fratelli, che però non avevano acconsentito e per questo va in collera. Don Luca esorta donna Bianca a riproporre la questione del matrimonio ai suoi fratelli perché sarebbe un affarone per tutta la sua famiglia, un'occasione da non perdere. Donna Marianna a sua volta cerca di convincere Ferdinando e Diego che pure sono restii a dare in moglie la loro sorella a uno come Gesualdo. La loro nobiltà deriva dal sangue, per questo ripudiano l'idea di fare entrare nella loro famiglia il mastro. Alla fine tuttavia, rassegnati, dicono a Bianca di fare ciò che vuole. Ella decide di sposarsi non per il guaio combinato con il cugino, ma per uscire dalle ristrettezze economiche in cui versa la famiglia.
Cap. VII.
Al loro matrimonio non viene nessun parente, né di lei perché non approvano, né di lui perché si vergognano della loro condizione di miserabili. I pochi invitati presenti alla successiva festa sembrano interessati solo ad arraffare cibo e a sparlare dell'atteggiamento dei fratelli di lei. Diodata è innamorata di Gesualdo ma lui le ha combinato un matrimonio riparatore con Nanni l'Orbo. Gesualdo si illude di poter trovare un possibile terreno d'intesa con la moglie (“i segni umili di privazione che l'avvicinavano a lei”). Viene consumata la prima notte di nozze. Lui è impacciato, ha quasi paura di toccarla anche perché lei rimane rigida. Tale atteggiamento preannuncia la loro futura incomunicabilità, il principio di un'unione triste.

### Parte seconda
Cap. I.
Nella sede del comune si svolge l'asta per la gabella delle terre comunali; c'è un parapiglia generale: tutti si infervorano e si accapigliano, tranne Gesualdo, che resta impassibile perché sa di avere il coltello dalla parte del manico e di essere il più furbo di tutti. Per quanto lui faccia offerte alte, cercano di farlo desistere dall'impresa prima proponendogli la concessione del denaro perso nella cauzione del ponte crollato a patto che lui rinunci ad accaparrarsi le terre comunali; viene proposto poi che le terre siano divise tra lui, la baronessa Rubiera e il barone Zacco, che ne ha il possesso da generazioni. Ma Gesualdo non accetta neanche questa proposta; non vuole scendere a compromessi perché vuole il monopolio sulle terre. Tiene così tanto ad aggiudicarsele anche per una rivalsa personale nei confronti dei nuovi parenti per l'affronto subito (matrimonio a sua insaputa riparatore). Il suo più acerrimo competitore è il baronello Rubiera, che è sia avido sia geloso nei confronti del marito di Bianca. Il matrimonio con la donna è stato un fallimento perché lui è tuttora solo contro tutti, non ha ottenuto l'appoggio dei nobili sposandola. Venendo a sapere dal canonico dei moti rivoluzionari carbonari di Palermo, Gesualdo decide di aderire lui stesso alla Carboneria e anzi di provare ad assumerne la guida per farla pagare a tutti i pezzi grossi. Il moto popolare nelle campagne sfocia nella rivendicazione delle terre da parte dei “villani”.
Cap. II.
Si prospetta il tema della rivolta contadina; da una parte i “villani”, incapaci di organizzarsi e di darsi dei capi, dall'altra i “galantuomini”, impauriti dalla collera popolare. Ma il fermento popolare prodotto dalle notizie dei rivolgimenti politici palermitani non sfocia nella temuta jacquerie, anzi rinsalda la solidarietà tra i possidenti che dimenticano la loro rivalità di “cani e gatti” per fare fronte comune contro il nemico di classe. I rivoltosi infatti si riuniscono durante una notte ma al primo segnale di pericolo si disperdono e scappano. Secondo Gesualdo, il fervore politico dei “galantuomini” è solo un ennesimo tentativo di tagliarsi l'uno all'altro l'erba sotto i piedi e deriva dalla necessità di trovarsi dalla parte giusta, qualora la rivoluzione avesse successo. In Gesualdo e negli altri possidenti dunque prevale l'interesse a tutelare i propri profitti.
Cap. III.
Si chiude con il parto prematuro di Bianca che dà alla luce Isabella, dovuta al colpo per la perdita del fratello Diego. La povera ragazza era stata tenuta all'oscuro del degenerare della sua malattia. Durante la notte don Diego morente è rimasto affidato soltanto alla carità del sagrestano poiché a causa dei tafferugli in paese, nessuno aveva avuto il coraggio di uscire di casa. Diego muore tra l'indifferenza dei parenti, nessuno dei quali vorrebbe accollarsi le spese del funerale.
Cap. IV.
Tradito dal barbiere mastro Titta, Ninì Rubiera vede consegnata la lettera d'amore indirizzata ad Aglae, prima donna di una compagnia teatrale, alla fidanzata Fifì. Aglae, che recita dentro e fuori del teatro, è una donna scaltra che cerca di ricavare i maggiori vantaggi possibili dal fascino che esercita sui provinciali vizzinesi, apparentemente ignara dei guasti patrimoniali che la passione può arrecare. Le
malignità mormorate a teatro da parenti e conoscenti sulla paternità di Isabella non hanno alcun fondamento reale e sono l'ennesimo gratuito atto di ostilità nei confronti del mastro. Dopo i familiari e Bianca, neanche Isabella infatti potrà colmare il vuoto di affetti nel quale si muove il protagonista.
Il baronello Rubiera per conquistare Aglae, le manda leccornie di ogni tipo, che insieme al suo collega consuma nella taverna. I due sono dei ruffiani. Alla fine Ninì riesce a raggiungere il suo scopo, indebitandosi fino al collo; la baronessa essendo venuta a conoscenza di ciò, gli ha tagliato i viveri. Il canonico Lupi intercede per lui presso Gesualdo, cercando di persuaderlo a fargli un prestito per sanare i debiti. Una volta morta la madre, lui otterrà l'eredità e da galantuomo qual è, estinguerà il debito contratto con Gesualdo.
Cap. V.
La baronessa Rubiera viene a sapere della nuova amante di suo figlio e di tutti i soldi che per lei sperpera, che per certo non sono suoi, perché la baronessa gli aveva proibito di disporre della sua eredità. Una mattina un conoscente detto il Ciolla viene a farle visita, mettendole la pulce nell'orecchio riguardo al coinvolgimento di Gesualdo nell'affare come prestatore di denaro. La baronessa insospettita decide di andare al battesimo di Isabella Trao, per saperne di più, ma quando chiede spiegazioni a Bianca prima e a Gesualdo poi, le vengono negate. Alla cerimonia i parenti di Gesualdo non si presentano perché si sentono indegni della nobiltà. La donna è ossessionata dal pensiero che la sua “roba” è in imminente pericolo. L'aver concesso il denaro a Ninì è per Gesualdo un modo per vendicarsi di lei. A causa di tutti gli affanni la donna viene colpita da un ictus cerebrale che la rende paralitica e incapace di parlare. Ninì allora abbandona l'amante, si ravvede e
inizia a prendersi cura della madre senza sosta come per espiare la sua colpa. Ora è lui ad avere in mano l'amministrazione della casa e per la madre inerte e muta è un dolore ogni volta che il figlio prende le chiavi dei magazzini, contenenti i suoi averi.
Per l'improvviso malore non ha fatto in tempo a diseredare il figlio come invece sarebbe stato nelle sue intenzioni. L'unica ragione per cui Ninì lascia Aglae è perché ha saputo che la madre aveva intenzione di chiamare il notaio e quindi per paura di perdere l'eredità. Col prendersi cura della madre il ragazzo deperisce e non si cura più.

### Parte terza
Cap. I.
Si parla della figlia di Gesualdo. Isabella prima dei cinque anni viene mandata in collegio. Bianca, dopo il parto, aveva iniziato a deperire di giorno in giorno, perché malata di tubercolosi come i fratelli, e non vorrebbe separarsi dalla figlia. Essendo Isabella l'unica figlia, Gesualdo desidera il meglio per lei: la migliore educazione, che possegga tutto ciò che a lui è mancato, che conduca una vita pari a quella di una figlia di un nobile.
Le compagne di collegio vedono di malocchio la bambina, in quanto figlia di un arricchito, condizionate in questo dall'opinione dei parenti. Le lanciano continue frecciatine sulla sua condizione di inferiorità. Quando il padre va a trovarla, ella ha nei suoi confronti lo stesso atteggiamento della madre: restio al contatto fisico e quasi di repulsione nei suoi confronti. La ragazzina si sente solo Trao, rinnegando il cognome Motta. 
Fifì Margarone, dopo il tradimento di Ninì, non intende più sposarlo, perciò lui per ragioni di interesse e di tutela del suo casato opta per sposare Giuseppina Alosi; ella infatti garantisce il debito del marito ipotecando le proprie terre a favore di mastro don Gesualdo, non avendo Ninì la disponibilità di denaro che gli occorre. Quando Isabella è più grande passa al primo educatorio di Palermo.
Quando si trova di fronte a lei Gesualdo prova soggezione, tanto è la nobiltà della sua persona. Né il fratello di Bianca né i parenti di Gesualdo sentono legami con la ragazza, con la quale infatti mantengono una distanza.
Anche quando imperversa l'epidemia di colera tutti i parenti rifiutano per orgoglio l'aiuto di Gesualdo, che offrirebbe volentieri la propria dimora in campagna, lontano dal paese appestato. Non vogliono mischiarsi a persone tanto diverse.
Cap. II.
In campagna a Mangalavite dà ricovero a mezzo paese a causa dell'incalzare del colera. Isabella, uscita dal collegio per il diffondersi dell'epidemia, vive in campagna un'esistenza infelice poiché si sente sola, in un ambiente privo di stimoli, eccezion fatta per il rapporto che si viene a creare con il cugino Corrado, di cui Gesualdo diffida in quanto letterato e quindi in grado di incantare la sua figliola con le sue belle parole.
Cap. III.
Gesualdo si reca alla Salonia dopo aver appreso che anche il padre si è ammalato di colera; l'uomo arriva giusto in tempo per vederlo morire nella notte. La sorella Speranza, fintamente addolorata, si preoccupa unicamente della ripartizione dell'eredità e rifiuta ancora una volta l'aiuto di Gesualdo, che si offre di condurre con sé tutta la famiglia a Mangalavite. Amareggiato per l'ingratitudine della sorella se ne ritorna a casa, dove Nanni l'Orbo lo mette in guardia sulla tresca tra Isabella e Corrado. Gesualdo allora va su tutte le furie e impone a lui e alla zia Cirmena di andarsene. Gesualdo è cosciente del fatto che Cirmena vorrebbe far sposare al nipote la ragazza per migliorare la loro situazione economica ma lui a “rovinare il sangue” non ci sta, mettendo in secondo piano però la felicità
della figlia.
Cap. IV.
Gesualdo tenta in tutti i modi di scoraggiare la passione di Isabella per Corrado ma alla fine è costretto a ricondurla in convento. La madre difende a spada tratta la figlia; è uno strazio per lei doversene separare e questa rimarrà una ferita insanabile nel suo cuore. Vorrebbe tenerla con sé per quel poco che le resta da vivere ma il marito è irremovibile. Tuttavia amici e parenti gli remano contro e lo pugnalano alle spalle, facendo scappare la ragazza dal convento cosicché i due amanti hanno la possibilità di riunirsi. Ma la giovane ormai è compromessa e Cirmena auspica le nozze tra il figlio e Isabella. Tuttavia quando Gesualdo viene a conoscenza della situazione, fa intervenire la polizia e Corrado è mandato in esilio. Si prospetta intanto la possibilità di un matrimonio riparatore, con un uomo maggiormente all'altezza di Isabella; costui sarà il duca di Leyra, nobile di Palermo, oberato di debiti, perché per niente avvezzo agli affari. Isabella andava a piangere dai parenti e a supplicarli di non sacrificarla. Gesualdo, conosciuta la reputazione dell'uomo, non è più convinto di concedergli in sposa la figlia, ma messo alle strette da tutti, in particolare dal marchese Limoli che vuol fargli capire che la ragazza è rimasta incinta di Corrado, alla fine acconsente. Il matrimonio viene celebrato in fretta, senza troppe cerimonie e i due coniugi partono per Palermo.

### Parte quarta
Cap. I.
Sei mesi più tardi nasce il figlio di Isabella e Corrado, della cui illegittimità Gesualdo tiene all'oscuro Bianca. A causa del parto di Isabella, Gesualdo è costretto a donare altre proprietà (oltre a quelle della dote) al genero per placare la sua ira. Il padre è addoloratissimo per il fatto che i terreni assegnati in dote vengono mal gestiti e coltivati dopo tutte le fatiche che aveva fatto a metterli insieme. Il genero continuava a contrarre debiti e lui era costretto a provvederci cosicché tutti i suoi risparmi cominciavano a essere dissipati.
Bianca intanto continua a peggiorare con l'unico desiderio di poter rivedere la figlia un'ultima volta, evento che non si verificherà. La donna accusa Gesualdo di averle strappato la figlia contro la sua volontà. Bianca è in fin di vita e per l'occasione si presentano al suo capezzale i parenti più stretti: prima il barone Zacco e la sua famiglia; il barone più che mostrare dolore per la sua imminente fine parla imperturbabilmente d'affari, sparlando del canonico Lupi e di Ninì Rubiera, con la scusa di voler distrarre la povera Bianca. Si presentano poi Ninì e la consorte, con il pretesto di voler visitare la cugina malata, ma con il vero intento di chiedere l'ennesimo aiuto economico a Gesualdo.
La visita a Bianca per entrambe le famiglie di parenti diviene una copertura per poter sancire un accordo economico con Gesualdo. Le sorelle Zacco pensano già a quale potrebbe essere una nuova moglie per l'uomo e per questo Bianca lo implora di non farle più venire. Vi è così da parte sua, per la prima volta, quasi la dimostrazione di un sentimento nei confronti del marito.
Cap. II.
Tutte le serve abbandonano la casa dei coniugi Motta per paura di essere contagiati dalla tisi. Come ultima speranza Gesualdo manda a chiamare Diodata, il cui marito acconsente a farla lavorare solo su compenso economico. Tuttavia Bianca per gelosia la rifiuta e non vuole avere niente a che fare con lei. Gesualdo decide di far chiamare tutti i parenti di Bianca perché la poveretta sta per morire. La donna muore senza che la figlia sia potuta accorrere al suo capezzale, ignara della degenerazione della malattia materna, che il duca aveva voluto tenerle nascosta.
Cap. III.
Dopo la morte di Bianca anche Gesualdo si ammala di un tumore allo stomaco a causa di tutti i dispiaceri e gli affanni.
Si paventa infatti una rivoluzione da parte dei villani che vogliono che le terre comunali siano egualmente ripartite fra loro. La sua roba è minacciata e come se non bastasse tutti gli hanno voltato le spalle.
Cap. IV.
Le pretese della povera gente sui possedimenti dei più ricchi, primo fra cui spicca Gesualdo, si fanno sempre più pressanti. Da tanto tempo mal visto dai poveri, è ora non solo diffamato da coloro che hanno debiti nei suoi confronti, ma anche dai signori, i quali cercano di dirottare l'ira popolare nei confronti del più potente e ricco di loro. Ormai stanco di Gesualdo, il popolo in rivolta assalta i suoi magazzini. Questo capitolo è ambientato in concomitanza durante gli inizi dei moti del 1848.
Capit. V.
Intanto la malattia di Gesualdo, manifestatasi in concomitanza con la morte di Bianca, degenera a tal punto che il duca di Leyra decide di portarlo a Palermo con la falsa intenzione di farlo visitare dai migliori medici della città e assicurargli le cure più efficaci. La figlia gli fa visita nelle sue stanze tutte le mattine, più per un dovere morale, che per sua reale volontà. Il palazzone in cui vivono i duchi è un surplus di sfarzo e sprechi, popolato da uno stuolo di servi che ostentano una finta riverenza nei confronti del padrone ma che oziano per la maggior parte del tempo. I due coniugi sembrano andare d'amore e d'accordo ma lei in realtà conduce una vita carica di menzogne, di ipocrisia, coltivando altre relazioni. Il genero vuole impedire a Gesualdo di far testamento perché teme che egli possa lasciare ad altri parte della propria fortuna. Egli infatti ha degli scrupoli di coscienza nei confronti dei figli avuti con Diodata. Durante l'ultimo colloquio tra padre e figlia sembra crearsi un po' di tenerezza e complicità tra loro, che subito svanisce poiché i due non riescono a comunicare: lei rimane una Trao, una d'un'altra pasta e lui un Motta, lei trincerata nel suo rancore e lui attanagliato dal dubbio circa l'essere o meno il vero padre di Isabella.
L'ultima richiesta che rivolge alla figlia è di concedere del denaro a Diodata e ai suoi figli (ma per opposizione del genero, questa richiesta non verrà eseguita). La sua tragica fine avviene pochi giorni dopo, durante la notte, in solitudine, tra l'indifferenza dei servi, che ignorano e anzi risultano infastiditi dai suoi lamenti di dolore, che credono essere solamente delle lagne di un povero vecchio. Un dovere come un altro servire chi realmente è nato meglio di loro; inaccettabile servire un arricchito ma loro pari dal punto di vista sociale. L'uomo ha le mani ancora segnate dalla calcina, primo particolare dell'aspetto fisico del mastro sottolineato dal Verga nel capitolo III, mani da cui i servi capiscono "com'era nato". Tutte le ricchezze accumulate da Gesualdo verranno dilapidate dal genero.

## Temi
Mastro-don Gesualdo è uno dei capolavori di Giovanni Verga e appartiene al ciclo, incompiuto, detto dei Vinti. Il romanzo è infatti incentrato sulla figura di Gesualdo Motta, un uomo che nel corso della sua vita sacrifica ogni affetto a ragioni strettamente economiche ritrovandosi alla fine schiacciato e sconfitto dall'aridità di cui si è circondato.
Il tema del romanzo risulta evidente sin dal titolo: il personaggio principale, Gesualdo Motta è soprannominato dai suoi compaesani "mastro-don". Si tratta di un nomignolo dispregiativo che sottolinea la natura di parvenu di Gesualdo, una via di mezzo fra "Mastro" (appellativo riservato ai manovali che dirigono un gruppo di muratori) e "Don" (epiteto riservato a signori e proprietari terrieri).
Il protagonista, infatti, da semplice muratore diventa prima imprenditore, poi proprietario terriero e infine marito di una nobildonna; da qui il suo conseguente isolamento, poiché viene detestato sia dai paesani di basso ceto, che sono invidiosi della sua scalata sociale, sia dal ceto nobiliare, che lo considera solo un bifolco arricchito.
Il romanzo è costituito da ventuno capitoli suddivisi a loro volta in quattro parti, corrispondenti alle quattro più importanti fasi della vita del protagonista: il matrimonio con Bianca Trao, il successo economico, l'inizio del declino di Gesualdo e infine la sua morte. Si tratta quindi di un romanzo che ricorre ad una tecnica per scorci: i fatti più importanti vengono isolati grazie ad ampi salti temporali.
Il romanzo, oltre a mostrare la decadenza dell'aristocrazia, presenta una contrapposizione tra successo economico-sociale ed affetti familiari. Il protagonista è un arrampicatore sociale i cui tratti salienti sono l'intraprendenza borghese, l'individualismo, il materialismo e la fine degli ideali, tanto che l'affannosa aspirazione alla "roba" e all'ascesa sociale segnano una corsa verso l'alienazione e la solitudine senza speranza.

## Edizioni
- Mastro-don Gesualdo, a cura e con postfazione di Vincenzo Consolo, Milano, Frassinelli, 1997.
- Mastro-don Gesualdo, a cura di G. Carnazzi, Milano, BUR, 2003.